# Jared ‚Coop‘ Cooper – Highschoolanwalt
Jared ‚Coop‘ Cooper – Highschoolanwalt (Originaltitel: Overruled!) ist eine Jugendserie aus dem Jahr 2009, die in Kanada gedreht wurde.

## Handlung
Die Serie handelt von dem 15-jährigen Highschool-Anwalt Jared Cooper, der Coop genannt wird, und seinen ebenfalls 15-jährigen Freunden Kaleigh Stewart, welche Verteidigerin am Schulgericht ist, dem schottischen Austauschschüler Rusty Dougal und Tara Bohun, einer Richterin. Oftmals treffen sie sich gemeinsam im Schulgericht der Sir Frederick Banting High School, dessen Leiter William Whikers ist. Eine weitere Figur ist Howard, genannt Howie, der Coop in allem übertrumpfen will.

## Besetzung
| Schauspieler           | Figur               | Hobbys und Eigenschaften                                                 |
| ---------------------- | ------------------- | ------------------------------------------------------------------------ |
| Jacob Kraemer          | Jared 'Coop' Cooper | Ein fröhlicher Schlagzeuger, der gerne Hockey spielte.                   |
| Jasmine Richards       | Tara                | Sehr unordentlich, kann nicht tanzen.                                    |
| Sally Taylor-Isherwood | Kaleigh             | Ein Putzteufel, der oft überreagiert.                                    |
| Nick Spencer           | Rusty               | Untalentierter Sänger, aber eine fröhliche Natur. Abergläubisch.         |
| Sara Waisglass         | Jordy               | Jordanna, genannt Jordy. Coops clevere Schwester.                        |
| Tom Barnett            | Gil                 | Coops Vater. Möchte wie seine Frau für seine Kinder nur das Beste.       |
| Tammy Isbell           | Linda               | Coops Mutter, eine 2-Sterne-Köchin und Besitzerin eines Schnellimbisses. |
| Stephen Joffe          | Howard              |                                                                          |
| Brendan Gall           | Mr. Whikers         |                                                                          |

## Produktion und Veröffentlichung
Das Konzept der Serie stammt von Jeff Biederman, Jeff Schechter und Jeff King. Bei der Produktion von Shaftesbury Films führten Paul Fox, Steve Wright und andere Regie. Die Musik stammt von Gary Koftinoff und Jono Grant, für den Schnitt waren Jean Coulombe und Craig Webster verantwortlich.
Die erste Staffel mit 13 Folgen wurde ab dem 10. Juli 2009 von Disney Channel in Großbritannien gezeigt. Die Ausstrahlung endete am 13. Mai 2010. Zur gleichen Zeit zeigte Family die ebenso lange zweite Staffel in Kanada und direkt danach die erste Staffel. Die Ausstrahlung einer dritten Staffel mit wiederum 13 Folgen geschah noch 2010. Eine deutsche Synchronisation der Serie wurde vom Disney Channel ab 1. März 2010 gezeigt.